# Nikola Dobroslavić
Nikola Dobroslavić (ur. 2 stycznia 1949 w Slano) – chorwacki polityk, od 2009 żupan żupanii dubrownicko-neretwiańskiej.

## Życiorys
Studiował na uniwersytecie w Zadarze. Jest profesorem filozofii oraz języka angielskiego. Pracował jako kierownik restauracji w hotelach Admiral i Osmine w Slano, następnie został zastępcą dyrektora w hotelu Osmine.

## Kariera polityczna
Od 1997 do 2009 roku był burmistrzem gminy Dubrovačko primorje z ramienia Chorwackiej Wspólnoty Demokratycznej. 2 czerwca 2009 roku został żupanem żupanii dubrownicko-neretwiańskiej. Zastąpił na tym stanowisko Mirę Buconić. Reelekcję uzyskał w 2013 oraz w 2017 roku.
Od 1 lipca 2013 roku jest członkiem Europejskiego Komitetu Regionów, w którym należy do Europejskiej Partii Ludowej i zasiada w Komisji Polityki Spójności Terytorialnej i Budżetu UE (COTER) oraz w Komisji Obywatelstwa, Sprawowania Rządów, Spraw Instytucjonalnych i Zewnętrznych (CIVEX).
W grudniu 2015 roku został prezesem Euroregionu Adriatycko-Jońskiego.

## Życie prywatne
Jest żonaty, ma trójkę dzieci.